# Långtjärnen (Ytterhogdals socken, Hälsingland, 690694-145970)
Långtjärnen är en sjö i Härjedalens kommun i Hälsingland och ingår i Ljungans huvudavrinningsområde.